# Brittany Brown
Brittany Brown (18 aprile 1995) è una velocista statunitense, vincitrice della medaglia d'argento nei 200 metri piani ai mondiali di Doha 2019 e della medaglia di bronzo nella medesima specialità alle Olimpiadi di Parigi 2024.

## Palmarès
| Anno | Manifestazione   | Sede     | Evento      | Risultato | Prestazione | Note                          |
| ---- | ---------------- | -------- | ----------- | --------- | ----------- | ----------------------------- |
| 2018 | Campionati NACAC | Toronto  | 200 m piani | 7ª        | 23"46       |                               |
| 2019 | Mondiali         | Doha     | 200 m piani | Argento   | 22"22       | Miglior prestazione personale |
| 2022 | Campionati NACAC | Freeport | 200 m piani | Oro       | 22"35       | Record dei campionati         |
| 2023 | Mondiali         | Budapest | 100 m piani | 7ª        | 10"97       |                               |
| 2024 | Giochi olimpici  | Parigi   | 200 m piani | Bronzo    | 22"20       |                               |

## Altre competizioni internazionali
2024
- Vincitrice della Diamond League nella specialità dei 200 m piani